# ベルモント公園
ベルモント公園とは、1984年10月1日の東京都足立区とオーストラリアのベルモント市の姉妹都市提携を記念する目的として同区内に開園した区立公園。

## 概要
ベルモント公園は足立区と西オーストラリア州ベルモント市との友好親善の象徴として作られた洋風の公園である。
美しい花壇、赤レンガの陳列館、ヒツジのモニュメントのほか、ユーカリ・ブラシノキ・アカシアなどのオーストラリア原産の植物などを鑑賞することができる。また、バラの隠れた名所でもあり、40品種以上、約80株のバラが植えられている。ブラシノキはオーストラリア原産の常緑樹で、ベルモント公園のシンボルツリーであり開花期は5月から6月。異国的で優美な雰囲気の公園である。

## 歴史
- 1993年7月 - 開園
- 2010年8月 - 公園の池で飼育されていたコクチョウ2羽が死亡する事件が発生。[2]

## 施設の紹介

### 北エリア
藤棚・ダスト広場・複合遊具・トイレなど

### 南エリア
陳列館・バラの小道・芝生広場・池・噴水・遊具（パネル遊具（砂場、滑り台含む）・幼児用ブランコ・スプリング遊具などを設置）・一般トイレとバリア フリートイレ（洋式１・ベビーベッド１・オストメイト1）・公衆電話・駐輪場（２時間無料）あり。

レンガ造りの洋館内(陳列館)には、オーストラリアの工芸品や日用品のほか、ベルモント市からの贈答品が展示されていて、オーストラリアの文化に親しむことができる。西オーストラリアの州鳥である黒鳥（ブラックスワン）の剥製も展示されている。
- 陳列館の利用

12月29日から1月3日を除く土・日・祝日
クールスポット対応（涼み処）として（6/1から9/30までの期間）平日を含む全日開館。

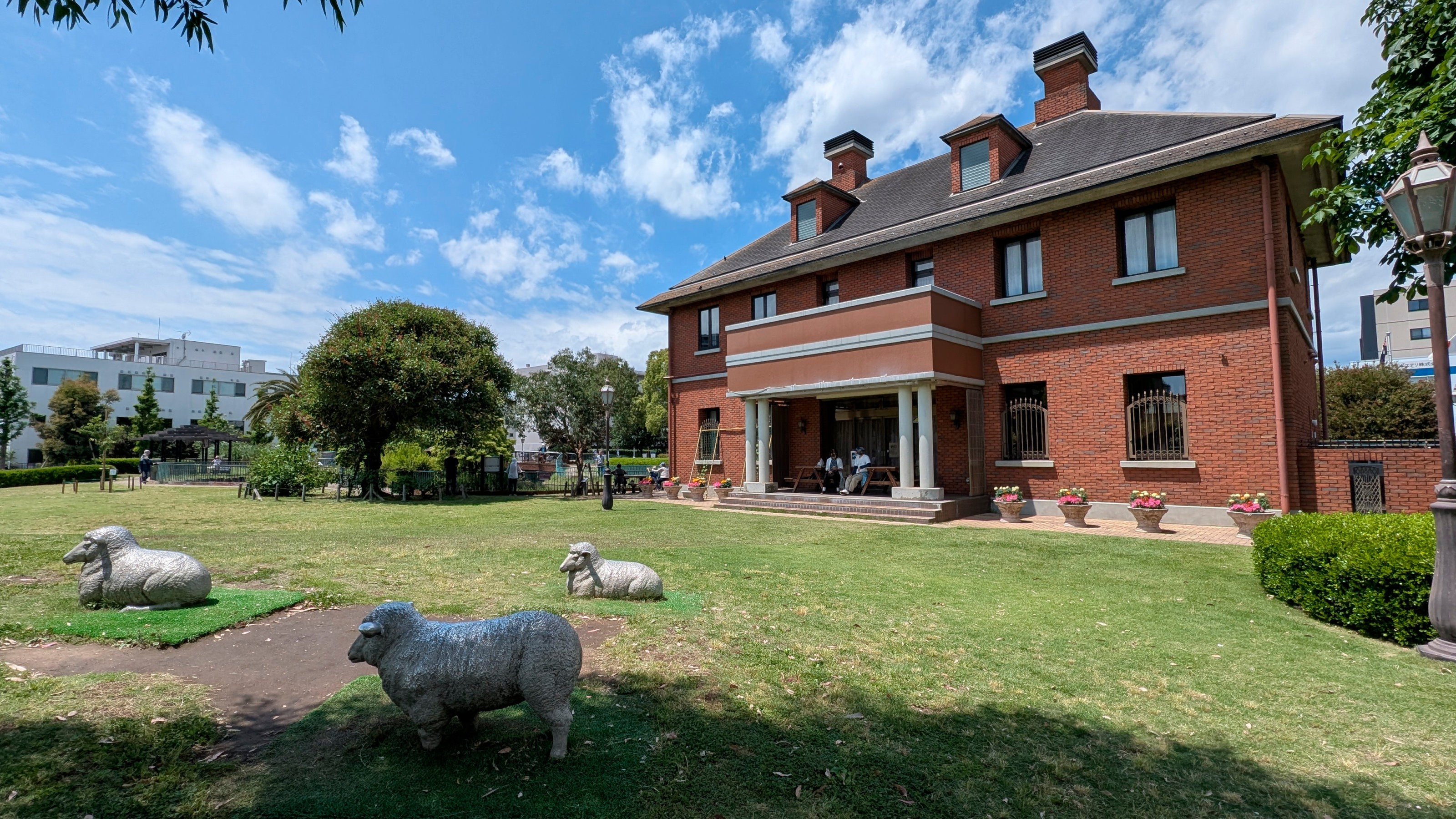
陳列館・南側
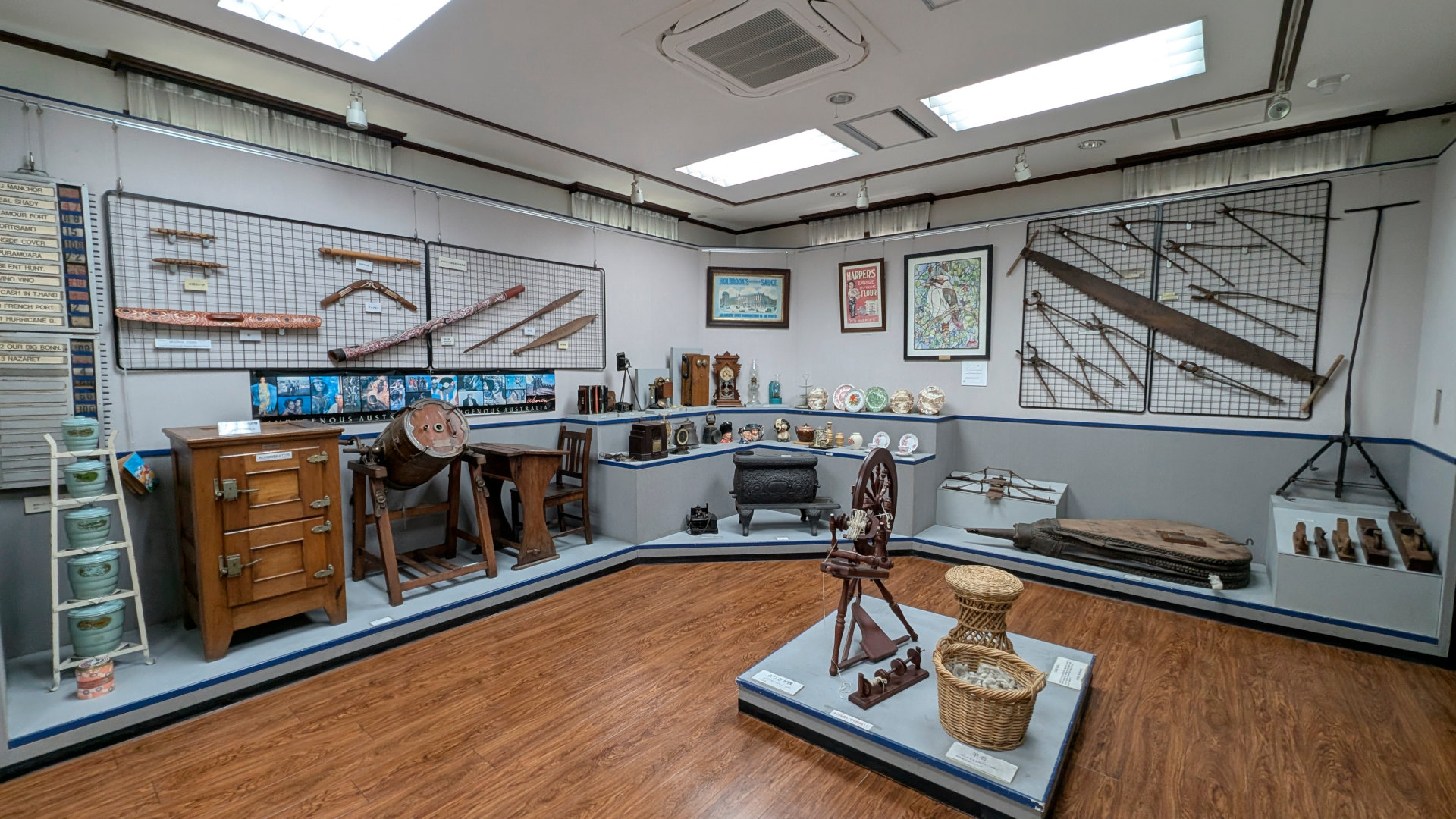
陳列館・オーストラリアの歴史的文化に触れる
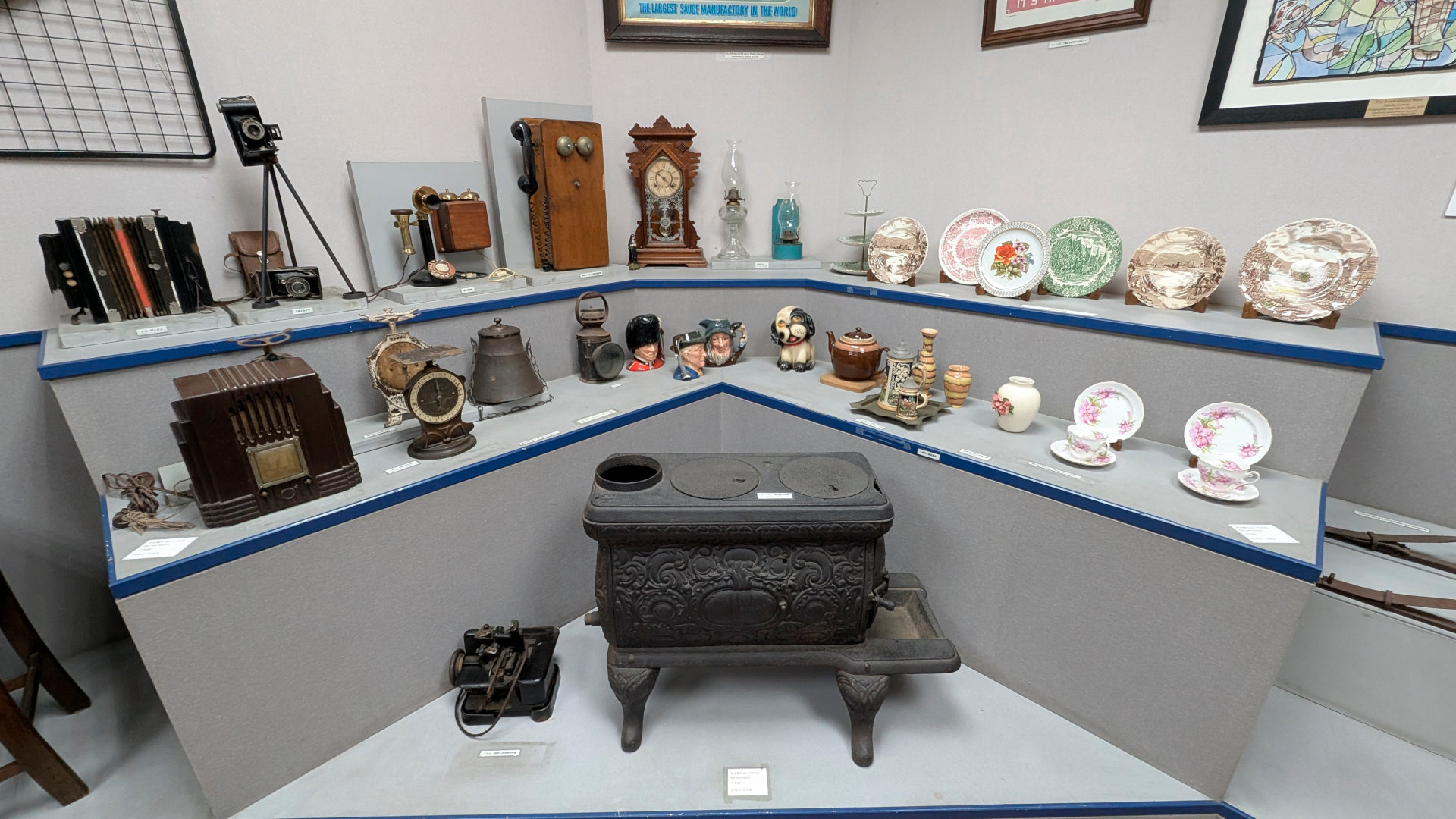
オーストラリアの古き家庭用品
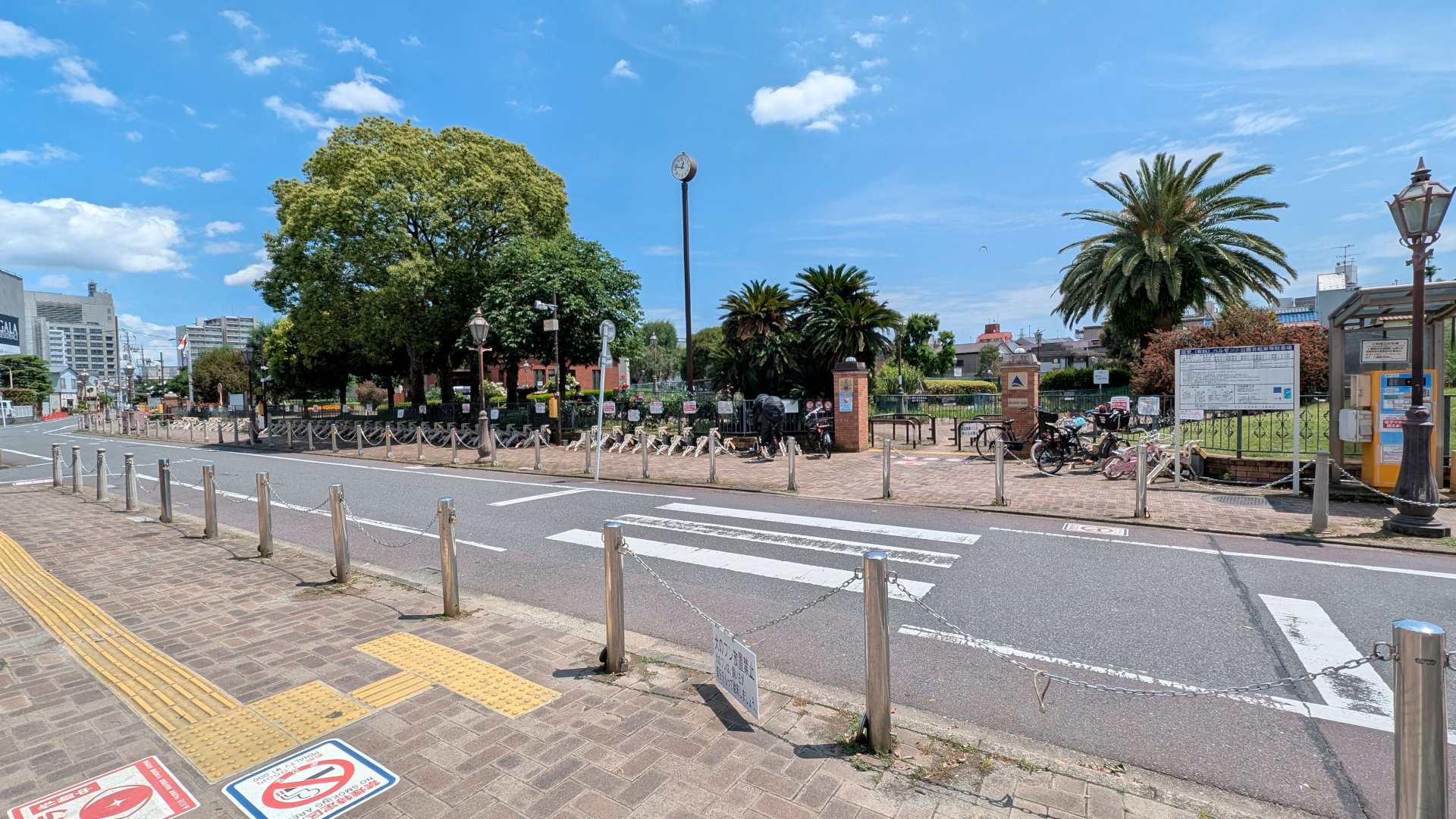
南エリア方向・左側に足立区役所が見える

公園の舗装（一部）と外周の壁のタイルには、ベルモント市郊外のミッドランドにおいて、その地の土を用いて作られたレンガを輸入して使用している。

## アクセス
- 電車を利用　東武線梅島駅より徒歩5分（500ｍ）
- 自転車を利用
  - 園内には２時間無料の駐輪場が設置されている。

- 駐車場について

公園内の駐車場は、身障者駐車場１台（要事前申請）。一般車両の駐車場は	ないので、近隣の駐車場スペースを利用。